# Działoszyn (gromada w powiecie zgorzeleckim)
Działoszyn – dawna gromada, czyli najmniejsza jednostka podziału terytorialnego Polskiej Rzeczypospolitej Ludowej w latach 1954–1972.
Gromady, z gromadzkimi radami narodowymi (GRN) jako organami władzy najniższego stopnia na wsi, funkcjonowały od reformy reorganizującej administrację wiejską przeprowadzonej jesienią 1954 do momentu ich zniesienia z dniem 1 stycznia 1973, tym samym wypierając organizację gminną w latach 1954–1972.
Gromadę Działoszyn z siedzibą GRN w Działoszynie utworzono – jako jedną z 8759 gromad na obszarze Polski – w powiecie zgorzeleckim w woj. wrocławskim, na mocy uchwały nr 34/54 WRN we Wrocławiu z dnia 2 października 1954. W skład jednostki weszły obszary dotychczasowych gromad Działoszyn, Bratków, Posada, Wigancice Żytawskie, Wyszków i Wolanów ze zniesionej gminy Działoszyn w tymże powiecie. Dla gromady ustalono 14 członków gromadzkiej rady narodowej.
1 stycznia 1960 do gromady Działoszyn włączono wsie Lutogniewice i Krzewina ze zniesionej gromady Ręczyn w tymże powiecie.
Gromada przetrwała do końca 1972 roku, czyli do kolejnej reformy gminnej.